# Кано Сьоей
Кано Сьосю (1519 — 24 листопада 1594) — японський художник періоду Адзуті-Момоями.

## Життєпис
Походив з роду художників Кано. Син Кано Мотонобу. Народився у 1519 році, отримавши ім'я Генсі-ті. Після повноліття отримав ім'я Таданобу. Замолоду долучився до родинної справи. Оскільки два старших брати Таданобу померли до смерті Кано Мотонобу, то Кано Таданобу після смерті у 1559 році Мотонобу очолив школу Кано. Найбільший розквіт діяльності й творчості припадає на 1560-ті роки. Згодом йому допомагали сини Кано Сьосю і Кано Ейтоку. У 1576 році передав останньому керівництво школою Кано. Втім продовжував працювати над замовленнями, переважно розписом віял. Помер у 1592 році.

## Творчість
Узяв собі творчий псевдонім «Сьоей». Для нього був притаманний м'який, розпливчастий стиль «ґьотай» («форма, що біжить»). Також відчувається відбиток стилю нанга з трохи гумористичним тоном. У 1563 році Сьоей виконав для храму Дзюко-ін роботу «Смерть Будди», єдину відому його картину на буддійську тему. 1566 року там же разом зі своїм сином Кано Ейтоку він виконав цикл розписів. Власне пензлю Кано Сьоея належать роботи «Вісім видів річок Сяо і Сян» в південно-західній кімнаті, «Мавпи», «Тигри і леопард» в північно-західній, «Риба, птиці і лотос» у вівтарній частині.
Також переніс тему зображення міського життя, краєвидів столиці Кіото і її околиць на віяла, створивши єдину композиційну систему. Загалом відомо 10 віял з розписами Кано Сьоея. Найпопулярнішими серед зображень були імператорський палац Госьо, храм Кійомідзу-дера, Золотий і Срібний павільйони. Художник використовував традиційний для японського живопису спосіб зображення «з висоти пташиного польоту» — здалеку і згори. На картинах Сьоея постає простір, що передано прийомами розсіяної перспективи, який, розвертаючись, іде в нескінченність. Окремі частини об'єднуються за допомогою золотих декоративних хмар (касумі) — ще одного традиційного мотиву для японського живопису.